# La Chapelle-Achard

La Chapelle-Achard este o comună în departamentul Vendée, Franța. În 2009 avea o populație de 1,708 de locuitori.